# О чём я говорю, когда говорю о беге
«О чём я говорю, когда говорю о беге» (яп. 走ることについて語るときに僕の語ること Хасиру кото ни цуитэ катару токи ни боку но катару кото) — сборник автобиографических очерков Харуки Мураками, выпущенный в 2007 году. В своих воспоминаниях писатель рассказывает о своих занятиях бегом на длинные дистанции, упоминая о своём участии в марафонах и ультрамарафоне, а также сравнивает спорт с литературным трудом.

## История создания
Все главы, кроме одной, были написаны Мураками специально для этих мемуаров с 2005 по 2006 год. Единственная из глав, написанная ранее — «Никто не стучал кулаком по столу, никто не швырял бокалы».
Название книги отсылает к названию сборника Раймонда Карвера «О чём мы говорим, когда говорим о любви» (1981).

Во время написания книги Мураками дал интервью американскому журналу Runner’s World («Мир бега»), в котором он рассказал о своих любимых беговых трассах и городах, предпочтениях в музыке и кухне. Взаимосвязь между литературой и спортом, по словам писателя, прослеживается совершенно чётко: 
Если бы я не продолжал бегать, думаю, мои произведения были бы совсем не такими, как сейчас.

## Содержание
Книга разбита на предисловие, озаглавленное «Страдание — личный выбор каждого», девять глав и послесловие «На дорогах мира». В послесловии автор подчёркивает, что он посвящает эту книгу всем бегунам Земли.
| Заглавие                                                          | Время и место создания                                        | Сюжет |
| ----------------------------------------------------------------- | ------------------------------------------------------------- | --- |
| Кто вправе смеяться над Миком Джаггером?                          | 5 августа 2005 года. Гавайи, остров Кауаи                     | Рассуждения о спорте и о спортивных соревнованиях. Мураками говорит: …бег вновь стал одной из опорных колонн моего повседневного существования.                                                              |
| Как стать бегающим писателем                                      | 14 августа 2005 года. Гавайи, остров Кауаи                    | Воспоминания о начале спортивных занятий и о первых книгах. Именно в тридцать три я осознал себя бегуном и — пусть и поздновато отправившись в путь — стал писателем.                                        |
| Середина лета, Афины, первый раз в жизни бегу сорок два километра | 1 сентября 2005 года. Гавайи, остров Кауаи                    | Посещение Греции и марафонский забег. |
| Писать книги я во многом научился благодаря ежедневным пробежкам  | 19 сентября 2005 года. Токио                                  | Рассказ о тренировках, в который вплетены рассуждения о таланте и трудолюбии в литературе. |
| Если б в те дни на моей голове красовался хвостик                 | 3 октября 2005 года. Кембридж, штат Массачусетс               | Мураками рассказывает о своей жизни в Новой Англии и о подготовке к Нью-Йоркскому марафону 2005 года. |
| Никто не стучал кулаком по столу, никто не швырял бокалы          | 23 июня 1996 года. Озеро Сарома, Хоккайдо                     | Глава рассказывает о стокилометровом ультрамарафоне вокруг озера Сарома. |
| Осень в Нью-Йорке                                                 | 30 октября 2005 года. Кембридж, штат Массачусетс              | Мураками приезжает прочитать лекцию в MIT и излагает своё мнение о Нью-Йорке. Осень пришла в Нью-Йорк, приятно прожить её вновь. Оригинальный текст (англ.)It's summer in New York, it's good to live again. |
| 18 Til I Die                                                      | 26 августа 2006 года. Город на побережье, префектура Канагава | Глава посвящена подготовке к триатлону. |
| Во всяком случае, он так и не перешёл на шаг                      | 1 октября 2006 года. Город Мураками, префектура Ниигата       | Соревнование по триатлону в городе Мураками. Самое важное для меня — достичь цели, которую я сам себе поставил.                                                                                              |

## Публикация
В России книга была опубликована в 2010 году в издательстве «ЭКСМО», перевод выполнил Афанасий Кунин. Мемуары также были переведены на английский, немецкий, итальянский, французский, португальский. В Италии сборник вышел под названием «Искусство бега» (итал. L'arte di correre). Французский и португальский переводы получили название «Автопортрет писателя, бегущего на длинные дистанции».